# Brachystola behrensii
Brachystola behrensii is een rechtvleugelig insect uit de familie Romaleidae. De wetenschappelijke naam van deze soort is voor het eerst geldig gepubliceerd in 1877 door Scudder.